# ハイゲート駅
ハイゲート駅（ハイゲートえき：英語：Highgate tube station）はハーリンゲイ区アーチウェイ・ロードにあるロンドン地下鉄の駅である。駅名は駅近くのハイゲート・ヴィレッジにちなむものである。当駅はノーザン線ハイバーネット支線アーチウェイ駅とイースト・フィンチリー駅の間にあり、トラベルカード・ゾーン3に含まれる。
当駅はグレート・ノーザン鉄道により1867年8月22日に開業した。当駅はフィンズベリー・パークからハイゲート経由でエッジウェアに至る路線上の途中駅として開業した。
1939年7月3日から「ノーザン・ハイト」開発計画の一環としてロンドン地下鉄ノーザン線の当駅への乗り入れが始まり、既存駅の下に作られたホームが使用された。エッジウェア・ハイゲート・アンド・ロンドン鉄道が建設したホームは現存するが、1954年以降は使用されていない。1867年の開業時の建物の一部は現存し、個人所有の住宅として利用されている。

## 歴史

### 本線鉄道の駅
当駅はエッジウェア・ハイゲート・アンド・ロンドン鉄道（英語：Edgware, Highgate and London Railway、EH&LR）によって建設され、EH&LRを1867年7月に買収したグレート・ノーザン鉄道により1867年8月22日、フィンズベリー・パークからハイゲート経由でエッジウェアに至る路線上の途中駅として開業した。グレート・ノーザン鉄道は当時キングス・クロス駅からフィンズベリー・パーク経由でポッターズ・バーに至る路線を運営していた。途中のフィンチリー・セントラルからハイ・バーネットまでの支線が1872年4月1日に開業している。
駅周辺の急峻な地形から、当駅はアーチウェイ・ロードに隣接するハイゲート・ヒルを開削して建設された。駅の両側の丘陵を貫いて、北はイースト・フィンチリー、南はクラウチ・エンドに至るトンネルが建設された。駅は相対式ホーム2面2線とされ、駅舎はホーム南側に建設された。2つのホームを結ぶ跨線橋が設けられている。
当駅からアレクサンドラ・パレスへの支線がミューゼル・ヒル鉄道（英語：Muswell Hill Railway、MHR）が建設され、1872年5月22日に開業した。この支線は、当駅の北でハイゲート・ウッドを迂回する大きなカーブで既存線から分岐した。当駅の隣にはミューゼル・ヒル駅が設けられたが、1902年には当駅とミューゼル・ヒルの間にクランレイ・ガーデンズ駅が新設されている。
当駅は1880年代に改修され、相対式ホーム2面2線から島式ホーム1面2線となった。新設のホームと駅舎の間は地下道で結ばれた。
1911年、ミューゼル・ヒル鉄道はグレート・ノーザン鉄道に買収された。1921年鉄道法によりイギリスの鉄道会社は「ビッグ・フォー」と呼ばれる4社に再編され、当駅は1923年からロンドン・アンド・ノース・イースタン鉄道（英語：London and North Eastern Railway、LNER）の駅となった。

### ノーザン・ハイト開発計画

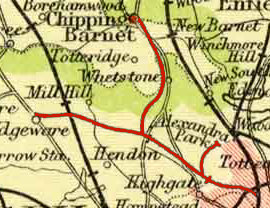
1900年のエッジウェア・ハイゲート・アンド・ロンドン鉄道の地図。この路線の大半は後にノーザン線になっている。

1935年、ロンドン旅客運輸公社は「ノーザン・ハイト」と呼ばれる開発計画を発表した。この計画では、エッジウェア、バーネット、アレクサンドラ・パレスへのロンドン・アンド・ノース・イースタン鉄道の路線は後者に吸収され、ノーザン線と当駅で、ノーザン・シティ線とフィンズベリー・パークで接続するものとされた。ノーザン線のトンネルを終点だったアーチウェイ駅から当駅の下を経由してフィンチリー・イーストまで延長する工事が行われた。
ノーザン線と、既存のフィンズベリー・パークからの路線の乗換のため、既存のハイゲート駅の直下にコンコースが建設され、アーチウェイ・ロードに面する南側と、プライオリー・ガーデンズに面する北ぐぁに出入口が設けられた。このコンコースの新設により既存の地下道は閉鎖され、コンコースと本線鉄道の島式ホームを結ぶ階段が新設された。コンコースと新設の地下ホームはエスカレーターで結ばれた。ノーザン線のアーチウェイからイースト・フィンチリーへの直通列車は1939年7月3日から運転されたが、当初は当駅には停車せず、1941年1月19日から当駅に停車するようになっている。
第二次世界大戦の勃発により、旧グレート・ノーザン鉄道の電化とロンドン地下鉄への接続は遅れ、当駅の地上ホームの使用も継続された。

### 戦中及び戦後

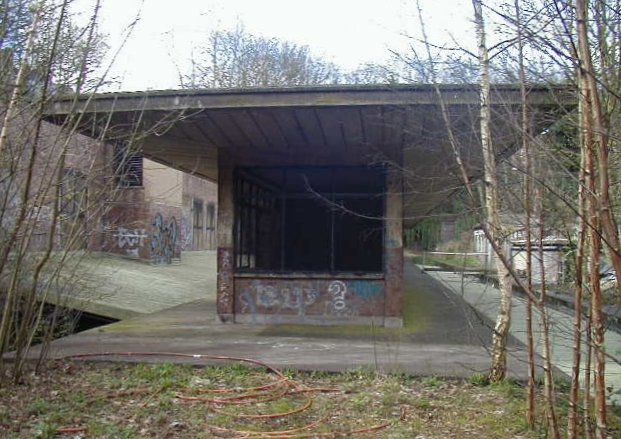
廃止された地上ホーム

1941年3月2日でイースト・フィンチリーまでのロンドン・ノース・イースタン鉄道の旅客列車は廃止され、以降はフィンズベリー・パークとアレクサンドラ・パレスの間での運転となった。ロンドン・ノース・イースタン鉄道とノーザン線の接続はアーチウェイ支線の北西のみとなったため、アーチウェイ支線はフィンズベリー・パーク方面だけの運転となった。
第二次世界大戦中、当駅はV1、V2を含むドイツ軍の空襲に対する防空壕として使用された。ジェリー・スプリンガーは1944年2月13日に当駅内で生まれたとされている。
大戦終結後、大規模な復旧と維持の工事がロンドン地下鉄全体に行われたが、資金の不足からすべてを同時に行うことはできず、セントラル線のウェスト・ライスリップ、エッピング、ハイノールトへの延伸が優先して着工された。1950年の地下鉄地図にも計画線としてノーザン・ハイト関連の路線が示されていたが、戦後この区間が着工されることはなかった。
1951年10月から1952年10月にかけて、ロンドン・ノース・イースタン鉄道を引き継いだイギリス国鉄はフィンズベリー・パークからアレクサンドラ・パレスの区間の旅客営業を運休した後、1954年7月3日に正式に旅客営業を廃止、1957年には当駅からアレクサンドラ・パレスまでの路線を廃止した。フィンズベリー・パークからイースト・フィンチリーまでと、当駅の地上ホームを経由するハイ・バーネットからエッジウェアまでの貨物営業は1964年まで行われた。貨物営業の廃止後もノーザン・シティ線への車両の出し入れのために当駅の地上線は使用され、非電化であったことからバッテリ式機関車が使用された。架道橋などの維持管理が困難になったことからこの取り扱いも1970年に廃止され、1972年には線路が撤去された。フィンズベリー・パークからアレクサンドラ・パレスまでの区間は当駅周辺を除いて遊歩道となっている。
当駅には実際に使用されているものよりもはるかに大きな駅施設を建設する計画で、丘の上に2つのエスカレーターを備える駅舎と、坂を下って地上駅に降りる階段、地上駅に隣接し、駐車場にアクセスするための出入口が設けられることになっていた。駅舎の上にはエリック・オウモニエ作のディック・ウィテイントンと猫の像が設けられる事になっていた。現在の駅舎は当初の計画より縮小されたもので、エスカレーターも1957年まで設置されなかった。

## 現状

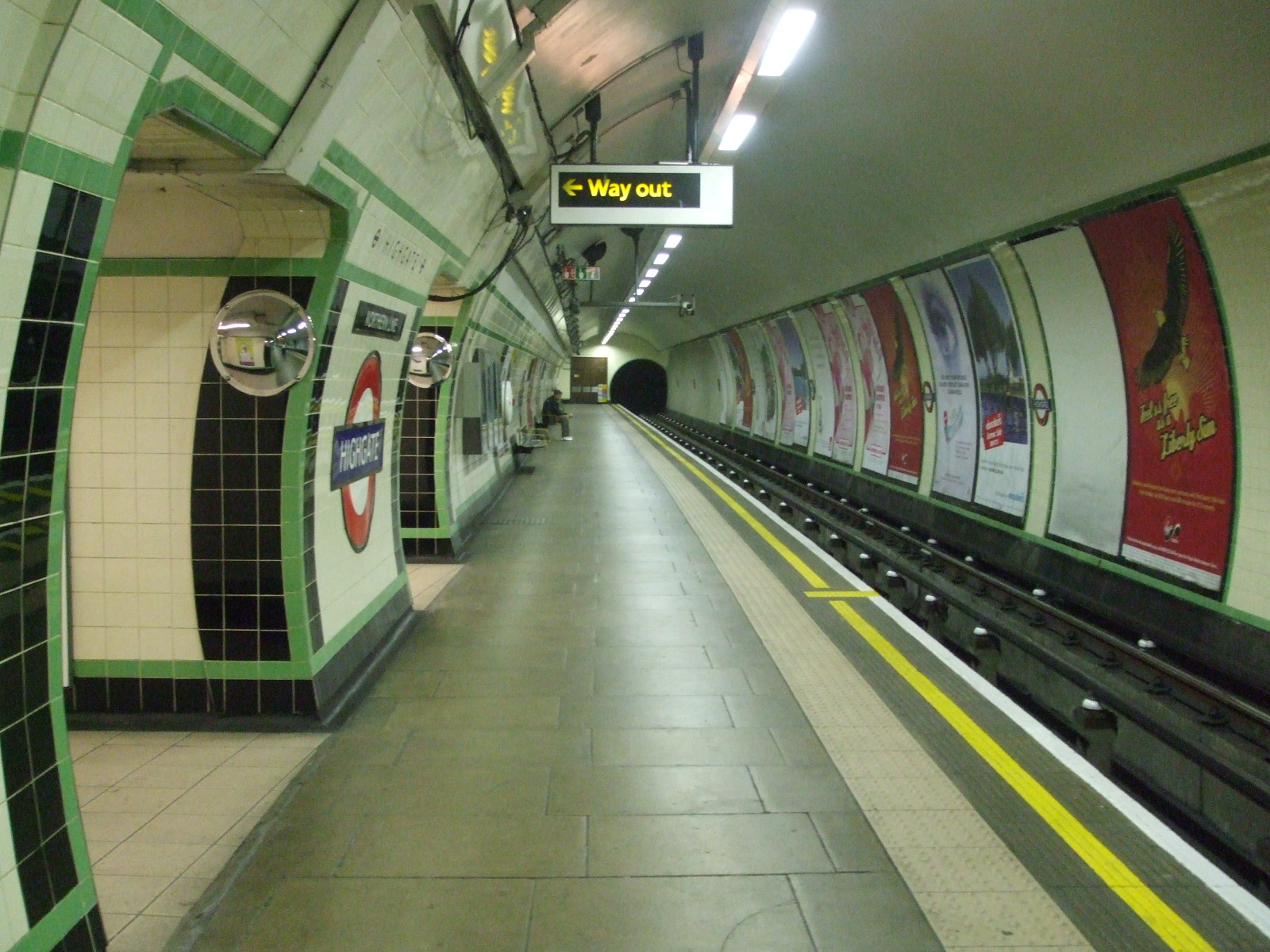
南行ホーム、北を見る

南行、北行それぞれのホームが独立したトンネル内に設けられている。廃止された地上駅の直下に設けられたコンコースを経由してホームにアクセスする構造で、コンコースには駅の南北両方からはいることが出来る。南側の出入口は階段で駐車場に至り、階段からアーチウェイ・ロードはスロープで結ばれている。アーチウェイ・ロードにはコンコースから直接エスカレーターで出ることもできるが、駅から出る一方通行である。北側の入口は階段でプライオリー・ガーデンズに、スロープでミューゼル・ヒル・ロードにつながっている。当駅のホームは9両分の有効長がある。

## 運行
北行の列車はハイ・バーネットまたはミル・ヒル・イーストで、一部は入庫のためのイースト・フィンチリー止まりとなる。南行の列車はチャリング・クロスまたはバンク支線経由で両支線が合流するケニントンや、ノーザン線の南の終点であるモーデンなどへ運転される。時間帯によって運転頻度は異なるが、午前6時台から午前0時台前半までおおむね3から7分間隔で列車が運転されている

## バス路線
ロンドンバス43、134、143、234、263、スクールバス603、深夜バスN20が当駅を経由する。43と134は24時間運行である。

## 映画などでの利用
廃止された地上ホームは映画などの撮影に利用されることがある。